# Rhynchagris
Rhynchagris är ett släkte av steklar. Rhynchagris ingår i familjen Eumenidae.
Kladogram enligt Catalogue of Life:
| Rhynchagris | \| \| Rhynchagris vicaria \| \| \| \| \| \| Rhynchagris zebra \| \| \| \| |
|             | \| \| Rhynchagris vicaria \| \| \| \| \| \| Rhynchagris zebra \| \| \| \| |
|             | Rhynchagris vicaria                                                       |
|             |                                                                           |
|             | Rhynchagris zebra                                                         |
|             |                                                                           |